# Elena Gueorguíeva
Elena Tràitxeva Gueorguíeva, búlgar: Елена Трайчева Георгиева, de soltera Kerpítxeva búlgar: Керпичева (15 de març de 1930 - 10 de gener de 2007) fou una lingüista búlgara, el treball de la qual sobre la sintaxi búlgara revolucionà la forma en què s'estudiava la llengua búlgara mitjançant la proposta que l'ordre de les paraules es determinava per la perspectiva funcional del subjecte i el seu tema. El seu fill és el també lingüista Borislav Gueorguíev.

## Carrera
Elena Georguíeva era una estudiant de Liubomir Andreitxin i va passar la seva carrera treballant per a l'Institut de la llengua búlgara sota l'Acadèmia Búlgara de Ciències. Va ser el primer especialista administratiu adscrit a l'Institut immediatament després de la seva creació. Gueòrguieva va ensenyar a diverses universitats, incloent la Universitat de Plòvdiv "Païssi de Hilendar" i la Universitat de Xumen i va impartir classes de llengua búlgara a França. Les seves línies de recerca abasten una àmplia gamma de temes de la llengua búlgara moderna, incloent la gramàtica, la història, la morfologia i la sintaxi, i fou a més una prolífica escriptora de llibres d'anàlisi i de text.
El 1974, va publicar Ordre de les paraules en oracions simples en la llengua literària de Bulgària (búlgar: Slovored na prostoto izrečenie v bălgarskija knižoven ezik), que va tenir un profund impacte en la investigació lingüística. Tot i que aquest treball no va ser el primer estudi sobre la sintaxi búlgara, si va mostrar per primer cop que l'ordre de les paraules depèn no només de la matèria, sinó també del propòsit del missatge que es transmet. En lloc de l'ordre de paraules estàndard SVO (subjecte, verb, objecte), podrien ser presentades en un altre format per transmetre èmfasi.
Gueòrguieva fou durant molt de temps una col·laboradora de la revista Llengua i literatura búlgara (búlgar: Български език и литература). A més de publicar les seves pròpies obres, va treballar com a editora. És un dels autors de l'edició acadèmica de tres volums més important de la gramàtica de la llengua búlgara, Gramàtica de la llengua literària búlgara contemporània, així com a Història de la llengua literària modernai a un diccionari. Va presentar un programa de ràdio titulat "Llengua nativa" per a la Ràdio Nacional de Bulgària.

## Obres selectes
- Acadèmia Búlgara de les Ciències. Обособени части в българския книжовен език (en búlgar), 1964. OCLC 494398759.
- Acadèmia Búlgara de les Ciències. Словоред на простото изречение в българския книжовен език (en búlgar), 1974. OCLC 494399439.
- Народна просвета. Езикова култура и езиково обучение (en búlgar), 1979. OCLC 6196232.
- Acadèmia Búlgara de les Ciències. Правописен речник на съвременния български книжовен език (en búlgar), 1983. OCLC 50388102.
- Acadèmia Búlgara de les Ciències. Словоред на усложненото просто изречение (en búlgar), 1987. OCLC 580906502.
- Acadèmia Búlgara de les Ciències. История на новобългарския книжовен език (en búlgar), 1989. OCLC 490295877.
- Абагар. Граматика на съвременния български книжовен език В 3 т (en búlgar), 1998. ISBN 978-9-545-84241-2.